# Derrame de petróleo en el estrecho de Kerch en 2024
El 15 de diciembre de 2024, los buques petroleros rusos Volgoneft-212 y Volgoneft-239 se vieron atrapados en una tormenta en el estrecho de Kerch. El Volgoneft-212, que supuestamente transportaba aproximadamente 4.300 toneladas de fueloil, se partió por la mitad, lo que provocó un derrame y la muerte de un miembro de la tripulación. El Volgoneft-239 sufrió daños, lo que provocó que el buque comenzara a ir a la deriva y encallara cerca del puerto de Taman, en el territorio de Krasnodar.

## Accidente

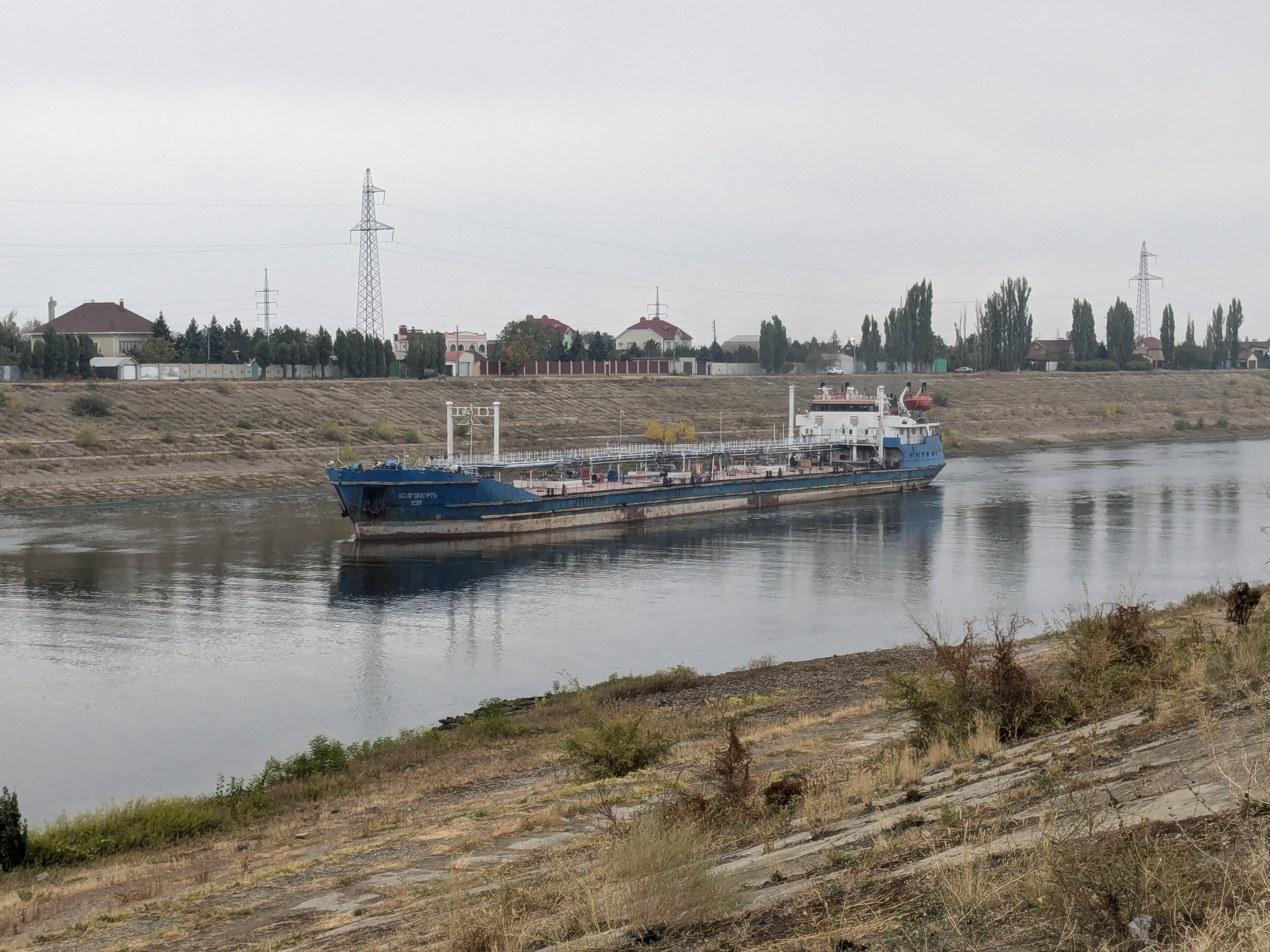
Volgoneft-239 in 2024

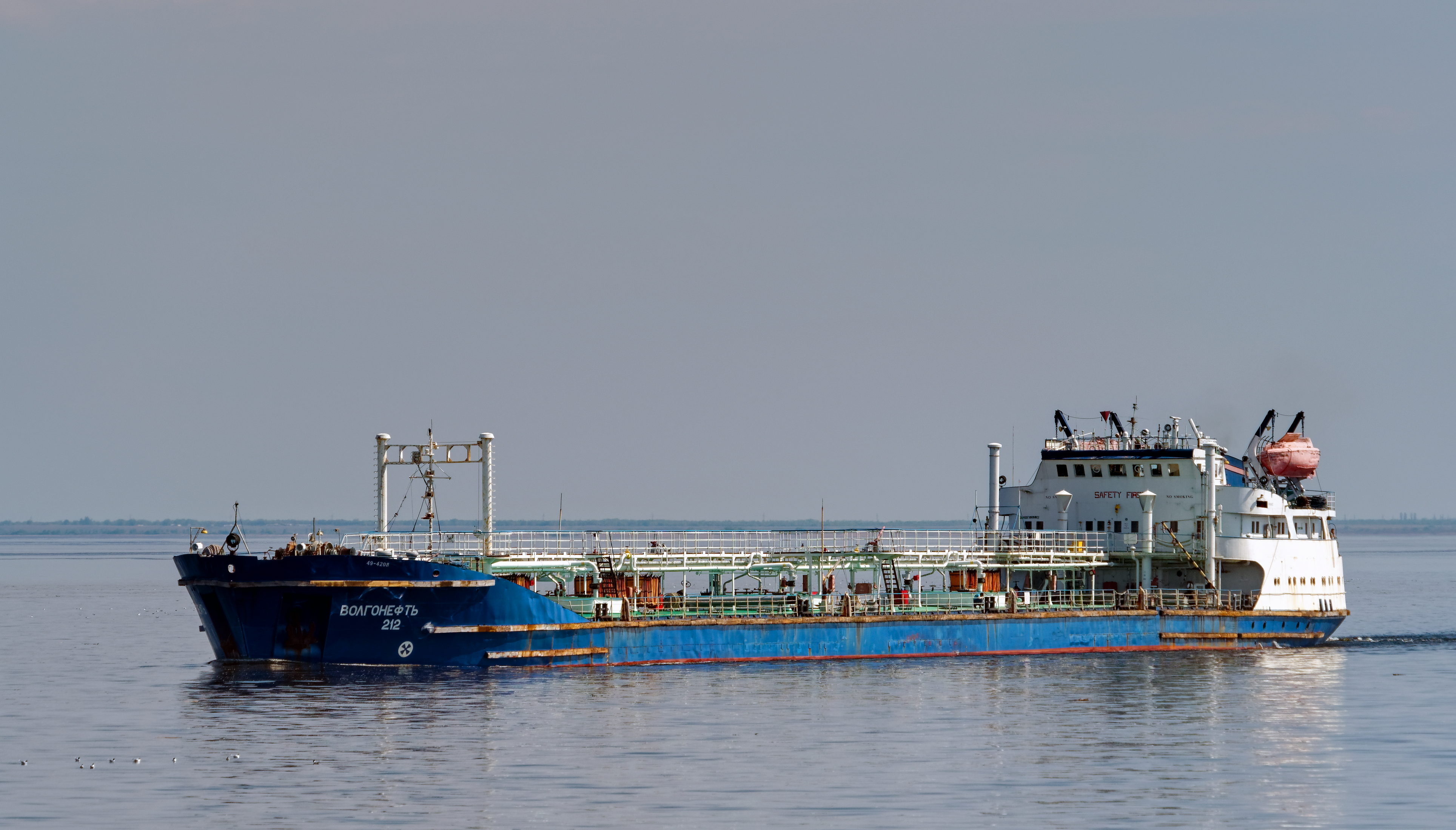
Volgoneft-212 in 2018

El 15 de diciembre de 2024, dos petroleros con bandera rusa se vieron atrapados en una tormenta en el estrecho de Kerch, en el Mar Negro. Según los funcionarios rusos en Crimea, la tormenta alcanzó un nivel de siete en la escala de Beaufort, con velocidades del viento de hasta 32-38 millas por hora. En el momento del acccidente, el Volgoneft-212 tenía 13 tripulantes a bordo, mientras que el Volgoneft-239 tenía 14 personas a bordo. El Volgoneft-212 transportaba aproximadamente 4.300 toneladas de mazut, un fueloil de baja calidad, mientras que el Volgoneft-239 transportaba una cantidad no especificada de fueloil. Se informó que ambos buques estaban a cinco millas de la costa.
El Volgoneft-212 se partió en dos después de ser golpeado por una gran ola. Su proa se hundió y se derramó petróleo, muriendo un miembro de la tripulación en el incidente. Poco después de que el Volgoneft-212 resultara dañado, el Volgoneft-239 sufrió daños y comenzó a irse a la deriva hasta que encalló aproximadamente a 80 metros de la costa cerca del puerto de Taman, Krai de Krasnodar.

## Consecuencias
Se enviaron dos remolcadores de rescate desde Kerch, mientras que dos helicópteros Mi-8 y más de 50 personas fueron desplegados para ayudar en las tareas de rescate. Los miembros restantes de la tripulación del Volgoneft-212 fueron rescatados, al menos ocho de los cuales tuvieron que ser rescatados del agua. 11 miembros de la tripulación fueron hospitalizados, dos de los cuales fueron tratados por hipotermia. Los esfuerzos para rescatar a la tripulación del Volgoneft-239 se suspendieron temporalmente debido a las inclemencias del tiempo, y el buque tenía todos los medios necesarios para garantizar la seguridad de la tripulación, aunque los rescatistas mantuvieron contacto con el buque.